# Olofmeister
Olofmeister, de son vrai nom Olof Kajbjer Gustafsson, est un joueur professionnel suédois de Counter-Strike: Global Offensive né le 31 janvier 1992. Il évolue jusqu'en février 2021 au sein de l'équipe FaZe Clan.
Joueur emblématique de l'équipe Fnatic au milieu des années 2010, il remporte deux majors avec cette équipe. Il est désigné meilleur joueur du monde par le site spécialisé HLTV.org en 2015.

## Biographie
Olofmeister rejoint Fnatic en juin 2014, aux côtés de son coéquipier chez TEAMGLOBAL, Freddy « KRiMZ » Johansson. L'équipe fait partie des favoris à la victoire pour le dernier major de l'année 2014, la DreamHack Winter. Cependant, l'équipe est éliminée en quart de finale après un match controversé face à LDLC : sur Overpass, Fnatic exécute un boost qui permet à olofmeister de voir et de contrôler une grande partie de la carte. Grâce à ce fait de jeu, l'équipe suédoise remporte le match. Cependant, les administrateurs du tournoi décident de faire rejouer la carte, déclarant le boost illégal. Fnatic déclare forfait, permettant aux Français d'atteindre la demi-finale,.
En mars 2015, Fnatic remporte l'ESL One Katowice, dont ils remportent la finale face aux Ninjas in Pyjamas. Il s'agit du deuxième major remporté par Fnatic, le premier pour olofmeister, qui est désigné MVP du tournoi. Fnatic remporte ensuite le deuxième major de l'année, l'ESL One Cologne.
Kajbjer rejoint FaZe Clan en août 2017. Il remplace Fabien « kioShiMa » Fiey. FaZe échoue en finale de l'ELeague Major: Boston 2018 face à Cloud9.
En mai 2020, il décide de faire une pause d'une durée indéterminée, à cause d'une baisse de motivation. Il fait provisoirement son retour en octobre à la suite du départ de Nikola « NiKo » Kovač pour G2 Esports, mais il finit par rejoindre le banc de l'équipe en février 2021. Il reviendra finalement dans l'équipe active à la place de Marcelo « coldzera » David, qui quittera l'équipe active pour envisager un changement de structure.

## Palmarès
- SLTV StarSeries X Finals
- FACEIT League Season 2 Finals
- ESWC 2014
- Fragbite Masters Season 3 Finals
- ESEA Invite Season 17 Global Finals
- Inferno Online Pantamera Challenge
- ESL One Katowice 2015
- DreamHack Open Tours 2015
- Gfinity 2015 Spring Masters 2
- DreamHack Open Summer 2015
- ESL ESEA Pro League Season 1 Finals
- ESL One Cologne 2015
- FACEIT League 2015 Stage 3 Finals at DH Winter 2015
- Fragbite Masters Season 5 Finals
- ESL ESEA Pro League Season 2 Finals
- SL i-League StarSeries XIV Finals
- ESL Barcelona CS:GO Invitational presented by Mobile World Congress
- IEM Katowice 2016
- ELEAGUE CS:GO Premier 2017
- ESL One New York 2017
- ECS Season 4 Finals
- EPICENTER 2018
- ELEAGUE CS:GO Invitational 2019
- BLAST Pro Series Miami 2019
- BLAST Pro Series Copenhagen 2019